# Atli Ingólfsson
Atli Ingólfsson (21 août 1962) est un compositeur islandais. Ses œuvres ont été jouées dans des festivals de musique nouvelle à travers l'Europe et occasionnellement de l'autre côté de l'Atlantique. Son œuvre se compose d'un grand éventail de formes différentes, du solo à l'orchestre et à la musique pour le théâtre. Parmi ses œuvres de musique de chambre, le plus largement réalisé peut être Objet de Terreur pour groupe de musique de chambre (éd. Ricordi, Milan), présent sur son enregistrement Enter, publié par le label BIS, en 2005

## Formation
Atli Ingólfsson naît à Njarðvík, en Islande, où il effectue ses études en guitare classique, en composition et en philosophie avant de poursuivre ses études de composition au Conservatoire de Milan (1985–1988), avec Davide Anzaghi et Paolo Castaldi, avec Franco Donatoni à l'Accademia Chigiana (été 1988) et en France, où il étudie en privé avec Gérard Grisey, devient occasionnellement son assistant et assiste aux cours de Betsy Jolas et Claude Ballif au Conservatoire de Paris et aux leçons d'analyse de l'IRCAM (1992).

## Carrière
Après avoir vécu principalement à Bologne, en Italie de 1990 à 2005, il retourne en Islande où il enseigne la composition à l'Académie des arts d'Islande. Au cours des dernières années, Atli Ingólfsson a écrit trois musiques de scène, des œuvres qui ont été mis en scène par le Théâtre Cinnober de Göteborg, dirigée par Svante Aulis Löwenborg. Successivement : Suzannah (sur un texte de Jon Fosse) en 2005, Play Alter Native (texte de Finn Iunker) en 2011 et Njals saga (texte de Ludvig Uhlbors) en 2015. Sa musique est largement interprétée lors de festivals européens et lors des saisons de concerts des ensembles tels que l'Ensemble InterContemporain, Avanti, le Quatuor Arditti, l'ensemble L'Itinéraire et le Caput Ensemble.
Ingólfsson est également l'auteur d'un livre de poésie et un autre sur le développement de la prosodie islandaise d'un point de vue musical
Sa production est presque entièrement instrumentale, caractérisée par une sonorité musicale brillante et colorée. Plusieurs de ses œuvres reflètent son intérêt pour la prosodie, le rythme et la métrique peut être considérée comme occupant un rôle central dans de nombreuses d'entre elles (A verso, Le pas, les pentes, Envoi, La métrique du cri). Dans nombre de ses œuvres, il explore le point de contact entre le timbre, l'harmonie et le rythme, qui, dans son premier Quatuor à cordes (HZH) conduit à une constante de dissolution entre prévalence de situations de timbre, harmonique ou rythmique, tous émis à partir de la même matrice structurelle.

## Écrits
Atli est l'auteur de plusieurs articles et essais sur la métrique, la musique et le théâtre et a publié une méthode d'harmonie traditionnelle, Hljómamál.